# Tempio di Atena Poliade (Priene)
[[File:|thumb|upright=1.4|]]
Il tempio di Atena Poliade è un tempio greco della città di Priene, nell'Asia Minore.

## Storia
È uno dei pochi templi greci del quale ci è giunto il nome dell'architetto: secondo Vitruvio questi sarebbe stato Piteo, che aveva lavorato anche al Mausoleo di Alicarnasso.

## Architettura
Il tempio era di ordine ionico, periptero, con sei colonne sulla fronte (esastilo) e undici sui lati corti. La ricerca sulla decorazione architettonica ha individuato diverse fasi, dalla seconda metà del IV secolo a.C. all'epoca augustea.